# Tångedal
Tångedal är ett bostadsområde i Tuve, Göteborg, norr om Tuve centrum. Området var klart för inflyttning 1968–1969 och består av radhus och vinkelhus.